# Cándido Méndez
Cándido Méndez (ur. 28 stycznia 1952 w Badajoz) – związkowiec hiszpański, sekretarz generalny Powszechnego Związku Robotników od 1994 r. i przewodniczący Europejskiej Konfederacji Związków Zawodowych (Confederación Europea de Sindicatos) od 2003 r. 
Inżynier chemik i metalurg. Zapisał się do UGT w 1970 r. W 1980 r. wybrany sekretarzem prowincjonalnym UGT Jaén a w 1986 r. sekretarzem generalnym UGT Andaluzji. Od 1970 r. jest także członkiem PSOE, był deputowanym w Parlamencie Andaluzji Kongresie Deputowanych. W latach 2003–2007 przewodniczący Europejskiej Konfederacji Związków Zawodowych.
18 kwietnia 1994 r. wybrany sekretarzem generalnym UGT uzyskując 75,2% głosów, powtórnie wybierany w kwietniu 1995 r., w marcu 1998 r., w marcu 2002 r. i w kwietniu 2005 r.
Na 10. Kongresie Europejskiej Konfederacji Związków Zawodowych w maju 2003 r. wybrany przewodniczącym.